# Hovdansare
Hovdansare är en kunglig hederstitel för dansare, införd 1990 i analogi med titeln hovsångare. Till första hovdansare utsågs Anneli Alhanko.

## Lista över hovdansare

### 1990
- Anneli Alhanko[3]
- Per Arthur Segerström[4]

### 1995
- Hans Nilsson[5]
- Johanna Björnson[5][6]
- Madeleine Onne[5][7]

### 2000
- Göran Svalberg[8]
- Jan-Erik Wikström[8][9]

### 2004
- Marie Lindqvist[10][11]

### 2006
- Ana Laguna[12]